# Vojnik (Slovenija)
Vojnik (njemački:Hohenegg) je naselje i središte istoimene općine u središnjoj Sloveniji. Vojnik se nalazi sjeverno od Celja u pokrajini Štajerskoj i statističkoj regiji Savinjskoj. 

## Stanovištvo
Prema popisu stanovništva iz 2002. godine Vojnik je imao 1.986 stanovnika.

## Etnički sastav
Etnički sastav 1991. godine:
- Slovenci: 1.804 (90,1 %)
- Hrvati: 42 (2,1 %)
- Srbi: 10
- Makedonci: 5
- Albanci: 2
- Muslimani: 1
- Nijemci: 1
- Mađari: 1
- ostali: 23
- Nepoznato: 88 (4,4 %)
- Neopredeljeni: 27 (1,4 %)

## Vanjske poveznice
- Satelitska snimka naselja  Arhivirana inačica izvorne stranice od 29. srpnja 2017. (Wayback Machine)